# Pulicaria argyrophylla
Pulicaria argyrophylla là một loài thực vật có hoa trong họ Cúc. Loài này được Franch. miêu tả khoa học đầu tiên.